# سلام (مجلة)
مجلة سلام هي مجلة كويتية نصف شهرية صدر العدد الأول منها في أبريل 2000م عن مؤسسة سلام الاستثماريَّة. عنوانها: ص. ب20230 الصَّفاة 1306 الكويت.
تحوي المجلة على مقدمة يكتبها رئيس التحرير في الصفحة الثالثة من كل عدد. وتعتمد المجلة على القصص المروية النثرية، ولا توجد إشارة إلى أسماء المؤلفين أو الذين كتبوا القصص والشخصيات، وقد اكتفت الإدارة بالإشارة إلى أن المجلة تُعد في مركز يمان للخدمات الفنية، وتقدم المجلة معلومات علمية عن الزلازل والبراكين في باب الباحثة الصغيرة، وتنشر قصصاً مسلسلةً، إضافةً إلى المسابقات والتسالي أو إرشادات لألعاب الكرة، عدد صفحات القصص الكرتونية 25 صفحة من بين 52 صفحة ملونة. شخصية المجلة الرئيسة هي سلام حيث تُرسَمُ القصص الرئيسية عن بطولاته، ولا تعتمد المجلة على الترجمة لكنها تعتمد على صفحات التلوين، ولا تنشر صورَ القُرَّاء وتنشر مساهماتهم في حدود صيقة، ويغلب على المجلة الطابع العربي قصصاً ورسماً.
تعتمد المجلة على الإعلانات، وليس على غلافها شعار لكن إشارات إلى أهم مواد العدد عليه، سعر النسخة في الكويت 0,75 دينار كويتي، وفي مصر 3 جنيهات.

## الأبواب
- مغامرات سلام
- الباحثة الصغيرة
- مريم
- صياد مقابل صياد
- جحا
- أحلى النوادر
- فرقة الإنقاذ
- مسابقات وتسالي
- مواقع إسلامية
- الروبوت الخائن
- سلول
- جدتي
- ذكاء الأمير شهد
- طريف

## فريق العمل
رئيس التحرير: فؤاد حامد الحمود
مدير التحرير: محمد خلدون مكي
المدير الفني: علي إبراهيم قاسم
المدير الإقليمي: عمر عبد العزيز
إدارة السيناريو والرسوم: مركز يمان للخدمات الفنية والأدبية بعمان، الأردن.